# Lamentação de Cristo (Rubens, Alte Pinakothek)
A Lamentação de Cristo é uma pintura atribuída ao círculo do artista flamengo Peter Paul Rubens e datada de cerca de 1620. Pertence à coleção da Alte Pinakothek em Munique.